# Scrophulariaceae
Scrophulariaceae este o familie de plante din ordinul Scrophulariales.

## Genuri
- Alonsoa
- Angelonia
- Antirrhinum
- Bacopa
- Calceolaria
- Celsia
- Chaenostoma
- Chelone
- Collinsia
- Dermatobotrys
- Diascia
- Digitalis
- Erinus
- Hebe
- Hebenstreitia
- Jovellana
- Lathraea
- Leucophyllum
- Limnophila
- Linaria
- Lindenbergia
- Maurandia
- Mazus
- Micranthemum
- Mimulus
- Nemesia
- Paulownia
- Penstemon
- Russelia
- Synthyris
- Tetranema
- Torenia
- Verbascum
- Veronica
- Wulfenia
- Zaluzianskya